# Sorry Go ’Round
«Sorry Go 'Round» — сингл финской рок-группы Poets of the Fall, вышедший ограниченным тиражом с индивидуальным номером для каждого экземпляра. Упаковка диска покрыта специальным чёрным лаком. Сингл представлен двумя версиями титульного трека, который был реаранжирован по сравнению с альбомной версией. Кроме того, планировалось включить в сингл ремикс композиции, однако позже группа отказалась от этой идеи. Информации об окончании его записи и официальном выходе нет. Музыкальное видео для продвижения диска также отснято не было. Изначально выход сингла был запланирован на 26 июля 2006 года, но был перенесён на 16 августа.
В официальном чарте финских синглов Sorry Go 'Round занял седьмую позицию.

## Список композиций
Сингл представлен двумя композициями:
1. Sorry Go 'Round (радиоверсия) (03:23)
2. Sorry Go 'Round (альбомная версия) (03:37)

## Позиции в чартах
| Чарт (2006)                                  | Наивысшая позиция |
| -------------------------------------------- | ----------------- |
| Чарт финских синглов (Finnish Singles Chart) | 7                 |